# 莱布巴尼亚
莱布巴尼亚（英語：Lebubania）是孟加拉国巴里萨尔专区比罗杰布尔县的一个村庄。